# Лисичанскуголь
Лисичанскуголь — угледобывающее предприятие (центр — город Лисичанск Луганская область). Продукция — энергетический и коксовый уголь.

## История
После провозглашения независимости Украины государственное предприятие было преобразовано в открытое акционерное общество.
В марте 1995 года Верховная Рада Украины внесла «Лисичанскуголь» в перечень предприятий, учреждений и организаций, приватизация которых запрещена в связи с их общегосударственным значением.
В августе 1997 года государственная холдинговая компания «Лисичанскуголь» была включена в перечень предприятий, имеющих стратегическое значение для экономики и безопасности Украины.
Добыча угля на предприятии в 2003 году составила 308,363 тысяч тонн.

## Структура
В объединение входят 4 действующие шахты:
- имени Капустина;
- имени Мельникова;
- «Новодружеская»;
- «Привольнянская»;
  - «Кременная» — закрыта;
  - «Черноморка» (бывшая имени 60-летия Советской Украины) — закрыта;
  - «Матросская» — закрыта в 1999 году согласно программе закрытия неперспективных шахт.

А также: автобаза, ремонтно-механический завод, РСУ, управление материально-технического снабжения, шахтостроительное управление, управление по монтажу, демонтажу и ремонту горно-шахтного оборудования, информационно-вычислительный центр, энергоуправление.

## Известные сотрудники
- Ковальчук, Иван Абрамович (1930—2006) — Герой Социалистического Труда.
- Побока, Иван Матвеевич (1913—1963) — Герой Социалистического Труда.